# Konstantin Vitalyevich Popov
Konstantin Popov (tiếng Nga: Константин Попов; 1963 – 20 tháng 1 năm 2010) là một nhà báo người Nga bị chết ở tuổi 47 do các tổn thương thân thể khi bị đánh trong lúc bị cảnh sát giam giữ tại thành phố Tomsk, Siberia. Viên sĩ quan cảnh sát Alexei Mitayev đã thú nhận việc đánh người này. Popov đã bị bắt vì tội uống rượu say gây rối trật tự công cộng trong khi đi nghỉ. Tuy nhiên, cái chết của Popov không phải là sự cố ý giết một nhà báo, vốn đã trở nên chuyện thông thường ở Nga trong những năm gần đây.
Popov trước kia đã làm phát ngôn viên cho Công ty dầu khí Yukos, một công ty bị tòa án Nga tuyên bố phá sản ngày 1.8.2006. Sau đó ông đã mở một nhà xuất bản cùng một xưởng in, và cũng viết các bài báo về kinh tế.